# Temporada da Stock Car Brasil de 1988
O Campeonato Stock Car de 1988 foi a 10ª edição promovida pela Confederação Brasileira de Automobilismo (CBA) da principal categoria do automobilismo brasileiro.
O vencedor foi o piloto Fábio Sotto Mayor.
Contexto histórico
Foi criada em 1977 para ser uma alternativa à extinta Divisão 1 (D1), que corria com as marcas Chevrolet (Opala) e Ford (Maverick). Isso ocorreu pelo desinteresse do público e dos patrocinadores por se tornar uma categoria monomarca, dada a superioridade dos modelos Chevrolet. Para que isso não ocorresse, a General Motors criou uma nova categoria, que unia desempenho e sofisticação. O nome foi um golpe de mestre, pois além de emular o nome da famosa categoria americana, a NASCAR, desviava a atenção da marca única.
A primeira prova ocorreu em 22 de abril de 1979, no Autódromo de Tarumã, no Rio Grande do Sul. A criação da categoria foi a melhor resposta a um antigo anseio de uma comunidade apaixonada por carros de corrida, ou seja, uma categoria de Turismo que unisse desempenho e sofisticação.
Regulamento
O regulamento foi criado para limitar os custos, procurando equilíbrio, sem comprometer as performances dignas das competições internacionais.

## Equipes e pilotos
| Equipe                                     | Construtor | Carro           | Pneu | N.° | Nome do piloto          | Rodada  |
| ------------------------------------------ | ---------- | --------------- | ---- | --- | ----------------------- | ------- |
| HGA Castrol Racing                         | Chevrolet  | Opala Hidroplas | M    | 12  | Fábio Sotto Mayor       | Todas   |
| HGA Castrol Racing                         | Chevrolet  | Opala Hidroplas | M    | 7   | Vinicius Pimentel       | Todas   |
| Equipe HGO Coca-Cola Brasil/Polwax         | Chevrolet  | Opala Hidroplas | C    | 22  | Paulo Gomes             | Todas   |
| Equipe HGO Coca-Cola Brasil/Polwax         | Chevrolet  | Opala Hidroplas | C    | 2   | Gunnar Volmer           | Todas   |
| Móveis Pastore Racing                      | Chevrolet  | Opala Hidroplas | P    | 20  | Chico Serra             | Todas   |
| Móveis Pastore Racing                      | Chevrolet  | Opala Hidroplas | P    | 62  | Luiz Alberto Pereira    | Todas   |
| Unimed Racing                              | Chevrolet  | Opala Hidroplas | M    | 8   | Walter Corsi Filho      | Todas   |
| Unimed Racing                              | Chevrolet  | Opala Hidroplas | M    | 3   | Ricardo Cosac           | Todas   |
| Team Cofap                                 | Chevrolet  | Opala Hidroplas | C    | 9   | Ângelo Giombelli        | Todas   |
| Team Cofap                                 | Chevrolet  | Opala Hidroplas | C    | 67  | Marcos Gracia           | Todas   |
| Teba/Bambozzi Racing                       | Chevrolet  | Opala Hidroplas | C    | 28  | Leandro Almeida         | Todas   |
| Teba/Bambozzi Racing                       | Chevrolet  | Opala Hidroplas | C    | 17  | Ingo Hoffmann           | Todas   |
| Sutox/Seguradora Vera Cruz Racing          | Chevrolet  | Opala Hidroplas | C    | 80  | Paulo de Tarso          | Todas   |
| Sutox/Seguradora Vera Cruz Racing          | Chevrolet  | Opala Hidroplas | C    | 10  | Claudio Girotto         | Todas   |
| Molicoli/Filadélfia/Cox/Frigor Engineering | Chevrolet  | Opala Hidroplas | C    | 5   | Adalberto Jardim        | Todas   |
| Molicoli/Filadélfia/Cox/Frigor Engineering | Chevrolet  | Opala Hidroplas | C    | 15  | Henrique Zornig         | 7-9     |
| Lasco/Diário Popular/Ney Autoshop          | Chevrolet  | Opala Hidroplas | C    | 11  | Ney Faustini            | Todas   |
| Lasco/Diário Popular/Ney Autoshop          | Chevrolet  | Opala Hidroplas | C    | 99  | Marcos Pegoraro         | Todas   |
| Seguradora Vera Cruz/Jabur Pneus           | Chevrolet  | Opala Hidroplas | P    | 73  | Marco de Pauli          | Todas   |
| Seguradora Vera Cruz/Jabur Pneus           | Chevrolet  | Opala Hidroplas | P    | 16  | Paulo Judice            | 1-6 e 9 |
| Blindex Team                               | Chevrolet  | Opala Hidroplas | C    | 33  | Walter Travaglini Filho | Todas   |
| Blindex Team                               | Chevrolet  | Opala Hidroplas | C    | 4   | Zeca Giaffone           | Todas   |
| Equipe Clubber                             | Chevrolet  | Opala Hidroplas | C    | 36  | Valmir Benavides        | Todas   |
| Equipe Clubber                             | Chevrolet  | Opala Hidroplas | C    | 37  | Leonardo Almeida        | Todas   |
| Vidros Rosa Competições                    | Chevrolet  | Opala Hidroplas | C    | 44  | Roberto Amaral          | Todas   |
| Dimep                                      | Chevrolet  | Opala Hidroplas | C    | 6   | Dimas Mello Pimenta     | Todas   |
| Dimep                                      | Chevrolet  | Opala Hidroplas | C    | 14  | Vicente Daudt           | 1 e 3   |
| Sinzano/Valvoline Team                     | Chevrolet  | Opala Hidroplas | C    | 77  | Aloysio Andrade Filho   | Todas   |
| Radiadores Nardinho/Paduano/TBS            | Chevrolet  | Opala Hidroplas | P    | 18  | Camilo Cristófaro Jr    | 7-9     |
| Consórcio Nacional/Libercon Grand Prix     | Chevrolet  | Opala Hidroplas | B    | 21  | Ricardo Steinfeld       | Todas   |
| AMV Veículos                               | Chevrolet  | Opala Hidroplas | M    | 23  | Júlio Coimbra           | Todas   |
| AMV Veículos                               | Chevrolet  | Opala Hidroplas | M    | 98  | Egon Herzfield          | 3       |
| Equipe Oetker                              | Chevrolet  | Opala Hidroplas | P    | 50  | Plínio Giosa            | Todas   |
| Consórcio Garibaldo Motorsport             | Chevrolet  | Opala Hidroplas | G    | 46  | Antônio Garcia          | Todas   |

## Calendário e resultados

### Etapas
| # | Circuito             | Data           | Pole Position        | Volta mais rápida | Piloto Vencedor   | Equipe Vencedora                   |
| - | -------------------- | -------------- | -------------------- | ----------------- | ----------------- | ---------------------------------- |
| 1 | GP de Viamão         | 10 de abril    | Fábio Sotto Mayor    | Fábio Sotto Mayor | Fábio Sotto Mayor | HGA Castrol Racing                 |
| 2 | GP do Rio de Janeiro | 15 de maio     | Luiz Alberto Pereira | Chico Serra       | Fábio Sotto Mayor | HGA Castrol Racing                 |
| 3 | GP de Guaporé        | 12 de junho    | Fábio Sotto Mayor    | Chico Serra       | Fábio Sotto Mayor | HGA Castrol Racing                 |
| 4 | GP de Brasília       | 17 de julho    | Ingo Hoffmann        | Marcos Gracia     | Ingo Hoffmann     | Teba/Bambozzi Racing               |
| 5 | GP de Goiânia        | 21 de agosto   | Fábio Sotto Mayor    | Ingo Hoffmann     | Fábio Sotto Mayor | HGA Castrol Racing                 |
| 6 | GP de Interlagos     | 18 de setembro | Zeca Giaffone        | Fábio Sotto Mayor | Fábio Sotto Mayor | HGA Castrol Racing                 |
| 7 | GP de Cascavel       | 30 de outubro  | Luiz Alberto Pereira | Chico Serra       | Paulo Gomes       | Equipe HGO Coca-Cola Brasil/Polwax |
| 8 | GP de Curitiba       | 20 de novembro | Ingo Hoffmann        | Adalberto Jardim  | Fábio Sotto Mayor | HGA Castrol Racing                 |
| 9 | GP de São Paulo      | 11 de dezembro | Marcos Gracia        | Chico Serra       | Marcos Gracia     | Team Cofap                         |

## Classificação

### Campeonato de pilotos
| Pos | Piloto                  | VIA | RJO | GUA | BRA | GOI | INT | CAS | CTB | SPO | Pts |
| --- | ----------------------- | --- | --- | --- | --- | --- | --- | --- | --- | --- | --- |
| 1   | Fábio Sotto Mayor       | 1   | 1   | 1   | 5   | 1   | 1   | 2   | 1   | 5   | 117 |
| 2   | Chico Serra             | 13  | 26  | 9   | 8   | 2   | 6   | 12  | 8   | Ret | 94  |
| 3   | Marcos Gracia           | 2   | 27  | 6   | 2   | 6   | 4   | 3   | 5   | 1   | 84  |
| 4   | Ingo Hoffmann           | 4   | 6   | 4   | 1   | Ret | Ret | 5   | 4   | 2   | 76  |
| 5   | Paulo Gomes             | 6   | 8   | 8   | Ret | Ret | Ret | 1   | 7   | Ret | 72  |
| 6   | Adalberto Jardim        | 7   | 4   | 3   | 3   | 10  | 2   | 9   | Ret | 3   | 71  |
| 7   | Zeca Giaffone           | 28  | 12  | 10  | Ret | 24  | 19  | 4   | 10  | 6   | 70  |
| 8   | Luiz Alberto Pereira    | 5   | 5   | 2   | 10  | Ret | 16  | 13  | 11  | 19  | 69  |
| 9   | Walter Corsi Filho      | 8   | 2   | 7   | 4   | 4   | 5   | 11  | 9   | 4   | 67  |
| 10  | Ângelo Giombelli        | 3   | Ret | 11  | 11  | 7   | 10  | 6   | 3   | 7   | 54  |
| 11  | Leonardo Almeida        | 9   | 7   | Ret | 20  | Ret | 7   | 10  | 6   | NC  | 52  |
| 12  | Leandro Almeida         | 10  | 3   | 29  | 25  | 9   | 12  | 8   | 2   | 20  | 39  |
| 13  | Paulo de Tarso          | 11  | 11  | 20  | 16  | 3   | 17  | Ret | 16  | 8   | 31  |
| 14  | Ney Faustini            | Ret | 13  | 13  | 9   | 5   | 8   | 7   | 21  | Ret | 30  |
| 15  | Marco de Pauli          | 18  | 9   | 15  | 13  | 19  | 9   | 18  | 19  | 15  | 29  |
| 16  | Walter Travaglini Filho | 20  | 19  | 5   | 6   | 21  | 18  | Ret | 26  | 9   | 27  |
| 17  | Valmir Benavides        | 15  | 22  | 18  | 12  | 8   | 3   | 16  | 17  | Ret | 21  |
| 18  | Roberto Amaral          | 27  | 18  | 23  | NC  | 22  | 24† | 24  | 23  | 17  | 20  |
| 19  | Dimas Mello Pimenta     | 12  | 10  | 14  | 7   | 11  | 11  | Ret | 20  | 10  | 18  |
| 20  | Aloysio Andrade Filho   | 17  | 23  | 17  | 24  | 23  | 20  | 17  | 18  | 13  | 17  |
| 21  | Camilo Cristófaro Jr    |     |     |     |     |     |     | 20  | 12  | 18  | 17  |
| 22  | Ricardo Steinfeld       | 16  | 25  | 26  | 14  | 15  | Ret | 15  | Ret | 16  | 15  |
| 23  | Júlio Coimbra           | 22  | Ret | 24  | Ret | 17  | 22  | 21  | 24  | 25  | 15  |
| 24  | Plínio Giosa            | 14  | Ret | 22  | 19  | Ret | 25  | Ret | 27  | 11  | 15  |
| 25  | Antônio Garcia          | 24  | 14  | 16  | 18  | 12  | Ret | Ret | 22  | 24  | 11  |
| 26  | Vinicius Pimentel       | 25  | 15  | 12  | 17  | 16  | 13  | 25  | 15  | 21  | 9   |
| 27  | Gunnar Volmer           | 26  | 16  | 21  | Ret | 18  | 14  | 22  | 25  | 23  | 9   |
| 28  | Ricardo Cosac           | 19  | 21  | 28  | 22  | 13  | Ret | 19  | 13  | 12  | 8   |
| 29  | Claudio Girotto         | 21  | 17  | 25  | 23  | Ret | 15  | 14  | 14  | Ret | 5   |
| 30  | Paulo Judice            | 23  | 24  | 19  | 15  | 14  | 21  |     |     | Ret | 5   |
| 31  | Marcos Pegoraro         | 29  | 20  | 27  | 21  | 20  | 23  | 23  | 28  | 14  | 2   |
| 32  | Henrique Zornig         |     |     |     |     |     |     | Ret | Ret | 22  | 0   |
| 33  | Vicente Daudt           | NL  |     | Ret |     |     |     |     |     |     | 0   |
| 34  | Egon Herzfield          |     |     | NQ  |     |     |     |     |     |     | 0   |
| Pos | Piloto                  | VIA | RJO | GUA | BRA | GOI | INT | CAS | CTB | SPO | Pts |

| Cor      | Resultado            |
| -------- | -------------------- |
| Ouro     | Vencedor             |
| Prata    | 2º lugar             |
| Bronze   | 3º lugar             |
| Verde    | Terminou, nos pontos |
| Azul     | Terminou, sem pontos |
| Púrpura  | Retirou-se (Ret)     |
| Vermelho | Não qualificado (NQ) |
| Preto    | Desqualificado (DSQ) |
| Branco   | Não largou (NL)      |
| Sem cor  | Não participou (NP)  |
| Sem cor  | Lesionado (Les)      |
| Sem cor  | Excluído (EX)        |